# Buren Bayaer
 (mai 2021).
Buren Bayaer, né le 6 mars 1960 à la bannière gauche du Nouveau Barag et mort le 19 septembre 2018 à Hulunbuir, République populaire de Chine, est un chanteur, compositeur et journaliste chinois. Sa famille était mongole, probablement originaire de Hulunbuir.

## Biographie
Depuis son enfance, Buren Bayaer a démontré son talent musical. Lorsqu'il avait environ six ans, il a chanté lors de différents événements au sein de sa communauté locale. Sa chanson Lucky Treasures a été écrite en 1994, ce qui fait de lui l'un des chanteurs les plus importants de Chine à ce jour. Cette chanson a d'abord été chantée en mongol, bien qu'une autre version chantée en chinois mandarin (chinois : 吉祥 三宝 ; pinyin : Jixiang Sansão) soit sortie plus tard.
Bayaer et sa femme Wurina étaient tous deux directeurs d'une chorale d'enfants appelée Hulunbeier. Ils ont également un fils adoptif nommé Uudam, également chanteur, et une fille nommée Norma, également chanteuse connue en Chine.

## Discographie
- 1997 : Lucky Treasures (chinois simplifié : 吉祥三宝 ; chinois traditionnel : 吉祥三寶 ; pinyin : Jixiang sansao) - cassette audio
- Father in Ulan Bator (chinois simplifié : 乌兰巴托的爸爸 ; pinyin : Wulanbatou de baba)

## Ouvrage
- 2011 : The Moon and the Stars -  (ISBN 978-7-7999-1270-7),  (ISBN 9787799912707)[1].

## Vidéos
- Take Me to the Prairie (chinois simplifié : 带我去草原吧 ; pinyin : Dai wo qu caoyuan ba)
- Father's Prairie, Mother's River (chinois simplifié : 父亲的草原母亲的河 ; pinyin : Fuqin de caoyuan muqin de he)